# James Martineu
James Martineau (Norwich, 21 de abril de 1805 - Londrés, 11 de enero de 1900)  fue un filósofo religioso inglés. Tuvo una gran importancia en el Unitarismo. Era hermano de Harriet Martineau, activista social, economista, socióloga y filósofa; y padre de las acuarelistas Edith y Gertrude Martineau. Su familia tiene una sala en su nombre en Essex House. 

## Biografía

### Primeros años
Su padre, descendiente de un hugonote refugiado, era fabricante y comerciante de telas. Su madre, Elizabeth Rankin, la hija mayor de un refinador de azúcar y un tendero. Ambos provenían de influyentes familias unitarias. James fue el séptimo de ocho hermanos.
La enseñanza primaria la realizó en la Norwich School de su ciudad natal donde entró en contacto con la literatura presbiteriana y de los cuaqueros (muy usada por los unitarios). Tras esto fue mandado a estudiar con el ministro unitario Lant Carpenter durante dos años a Bristol. Allí, además de seguir ahondando en los textos religiosos, estudiará la ética de Cicerón, el De vita et moribus Iulii Agricolae de Tácito, los Diálogos de Platón, Juvenal y Euclides. Una vez terminó en la Academia se decidió a ser ingeniero civil para lo que había recibido también clases de química, matemáticas, y geología entre otras asignaturas. Para ello se fue a Derby donde encontró una vacante, pero la experiencia no tuvo éxito por lo que el padre decidió costearle el ingreso a la academia disidente Harris Manchester College.

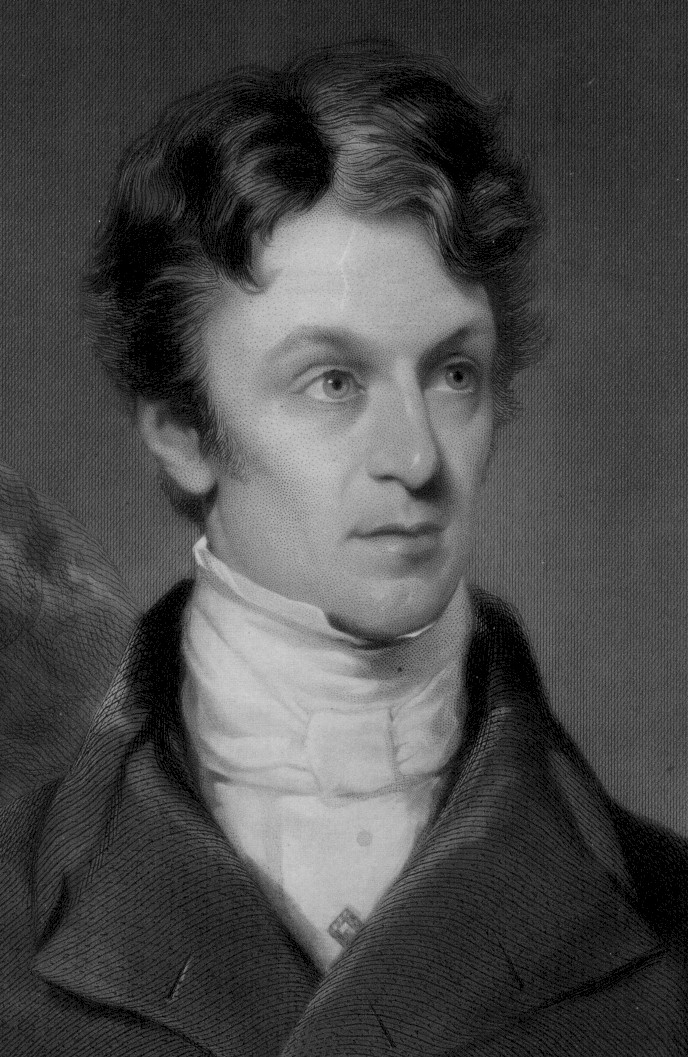
James Martineau joven

Al dejar la universidad en 1827, regresó a Bristol para enseñar en la escuela de Lant Carpenter.. A pesar de que Carpenter tenía la idea de crear una nueva escuela en Frenchay y de hacerlo ministro en una pequeña capilla de allí, Martineau decide marcharse a Dublín donde en 1828 se convierte en ministro de una iglesia de un pariente. En diciembre de 1828 se casó con Helen Higginson, hija mayor de un reverendo. 
Durante su ministerio en Dublín, Martineau se mantuvo fiel a las convicciones de sus años universitarios. En 1832 deja el ministerio debido al Regium Donum, especie de subvención que se les daba a los disidentes, que se le debería de haber otorgado tras la muerte del ministro principal y que Martineau no quiso aceptar por problemas con su conciencia.

### Regreso a Inglaterra
En otoño de 1832 deja Dublín y marcha a Liverpool. Los siguientes años serán determinaran el carácter de su actividad, moldearan su nueva manera de pensar y reconstruirán su teología y filosofía. Los primeros meses se dedicará a dar misa y a enseñar Teología natural a su Comunidad. Tres años después se convierte en el ministro principal de la iglesia.
En 1836 escribe The Rationale of Religious Enquiry (El fundamento de la investigación religiosa) en la que se ve un alejamiento del Unitarismo tradicional. Martineau deja de lado la religión de la causalidad. Los hechos milagrosos los deja a la inspiración doctrinal del Cristianismo. Los milagros son hechos, pero su misión no son garantizar una verdad, sino llamar la atención sobre una persona. Lo mismo ocurre con la exactitud histórica de las Escrituras. Para Martineau tanto que sean exactas las fechas como los milagros no son necesarios para que alguien pueda ser cristiano. Este pensamiento produjo controversias tanto en Inglaterra como en los Estados Unidos donde George Ripley que apoyaba las tesis del británico y el conservador Andrews Norton. Martineau tuvo repercusión sobre el Trascendentalismo. pero él no simpatizaba con los excesos de éste y pensaba que los métodos trascendentalistas eran demasiado poco sistemáticos.

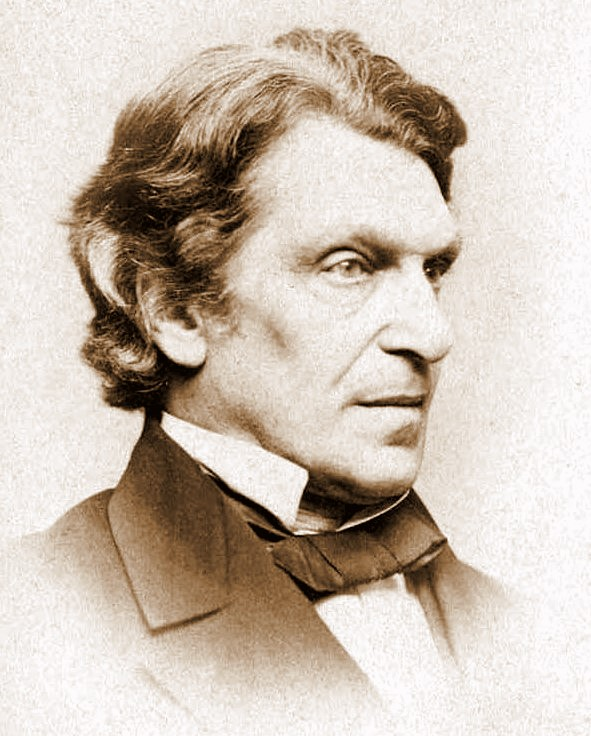
James Martineau (Elliott & Fry, circa 1860)

Esta controversia puso en boca de todos a Martineau. Había intentado ayudar a su Comunidad y al resto de personas a encontrar nuevos motivos de confianza en sus creencias religiosas y a conocer a Jesús. Ahora se sentía culpable por haber perturbado las creencias religiosas de las personas y más si no había conseguido el objetivo de que su fe hubiese sido mayor.
En 1840 es nombrado profesor de Ética y Economía política en el Harris Manchester College que acababa de ser trasladado de nuevo a Mánchester tras un periodo en York. Ese mismo año publica Hymns for the Christian Church and Home (Himnos para la Iglesia Cristiana y para Casa) con el que pretende avivar el fervor religioso en contraste con el racionalismo crítico alemán que había <<preferido, mediante convulsivos esfuerzos de interpretación, comprimir las memorias de Cristo y de sus apóstoles en las dimensiones de la vida ordinaria, en lugar de admitir la operación del milagro por un lado, o proclamar su abandono del cristianismo por el otro>>.
En 1841 colaboraría con la revista teológica y literaria The Christian teacher en la que publicó Five Points of Christian Faith (Cinco puntos de la fe cristiana). En sus colaboraciones abarcaba filosofía, teología y cuestiones prácticas de economía y política.  Dos años después publica una serie de sermones titulado Endeavours after the Christian Life (Esfuerzos tras la vida cristiana) en los que se puede ver una especie de estoicismo cristiano.

### Estancia en Alemania y vuelta a Liverpool
El 16 de julio de 1848 daba su último sermón en la iglesia de Liverpool antes de su reconstrucción. Aprovechando las obras en la capilla, Martineau se trasladó a Berlín con toda su familia, pero al enfermar Isabella, la mayor de sus hijas, se cambian a Dresde donde libre de obligaciones reanudará sus estudios y aficiones. Se dedicó a viajar por Baviera, Austria y Bélgica en la época de las Revoluciones. En su viaje por la Europa Continental estuvo rodeado de protestantes y católicos y pudo meditar sobre la labor de la Iglesia. Lo que había visto en Alemania, junto el ascenso de la Ciencia y la publicación por parte de John Stuart Mill de Lógica años después, le demostraron qué peligros yacían en una ortodoxia caduca y en una teología puramente intelectual y crítica. Esto le ayudó a preparar el camino para un trabajo más fiel y eficaz para su congregación y a la comunidad exterior a su vuelta a Liverpool, donde ejercería de predicador durante ocho años más en los que tuvo también que luchar contra el Trinitarismo que se encontraba en pleno auge en Gran Bretaña y el marxismo.
En su primer sermón tras su estancia en Alemania, octubre de 1849, afirmaba que la influencia del cristianismo sobre el futuro político y la condición social de Alemania se había terminado, y advirtió a sus oyentes que en Inglaterra se producirían poderosos cambios políticos y religiosos en los años venideros y que <<Frente al evangelio de los economistas, "ayúdate a ti mismo", se alzaba el antiguo evangelio de la Iglesia cristiana, "ayudadse unos a otros">>.

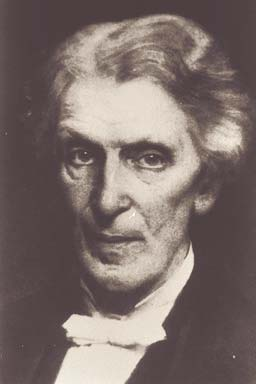

En 1852 apoya la posibilidad de que el Manchester New College sea trasladado a Londres que finalmente será trasladado un año después e inaugurado en 1854 con una conferencia suya.

### Estancia en Londres
En 1857 renuncia a su puesto de predicador en Liverpool debido a las incompatibilidad con el puesto que ostentaba en Londres de profesor. A partir 1859 pasará a ser ministro de la capilla de Little Portland St junto a John J. Tayler. En la capilla londinense donde predicaba para una pequeña comunidad se congregaban personas de Leyes, Ciencia, Parlamentarios e incluso visitantes estadounidenses atraídos por sus sermones.
En 1862 publicó Common Prayer far Christian Worship (La oración común en el culto cristiano). En 1964, con el fin de la revista National Review dejó de colaborar con ella.
En junio de 1866, el reverendo John Hoppus renunció a la cátedra de filosofía. Martineau se presentó como candidato, pero finalmente en diciembre se nombró a George C. Robertson a pesar de que algunos compañeros y amigos llevaron el asunto ante los Propietarios del College.
En mayo de 1968, tras la muerte de John J. Tayler, pasaba a ser el único ministro de la capilla. Ese mismo año se crea la Sociedad Metafísica y desde 1869, fecha de la primera reunión, Martineau se hará un asiduo. Además  acepta un puesto en Historia del Nuevo Testamento y Criticismo.
En 1872 publicó The Place of Mind in Nature and of Intuition in Man (El lugar de la Mente en la Naturaleza y de la Intuición en el Hombre) en respuesta al evolucionismo y que atrajo la atención de muchos lectores entre los que se encontraba Herbert Spencer, Thomas Henry Huxley y demás miembros del X Club. Ese mismo año dejó de oficiar misas, fue elegido miembro extranjero honorario de la Academia Estadounidense de Artes y Ciencias y obtuvo el Doctorado en Leyes de Harvard.
En 1874, mismo año en que abandona parcialmente la docencia, obtiene el Doctorado en Teología por Leiden. Diez años más tarde recibirá de Edimburgo el Divinitatis doctor.

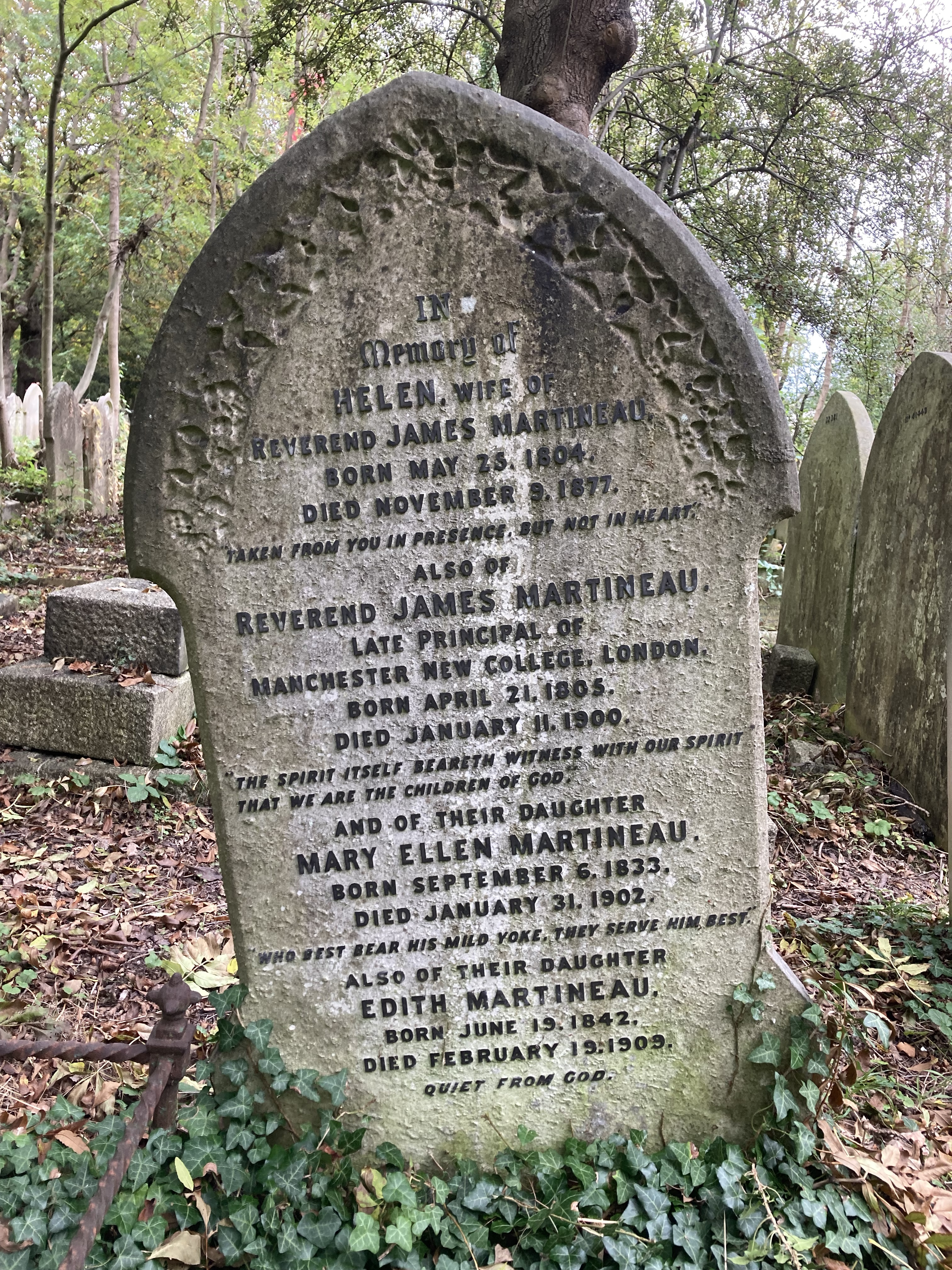
Tumba familiar de los Martineau en Highgate

En 1882 publica A Study of Spinoza (Un Estudio sobre Spinoza) a petición del Profesor Knight que completó tres años después con Types of Ethical Theory (Tipos de Teorías Éticas).
En 1885 se retiró del puesto de director del Manchester New College y se dedicó a estudios teológicos, éticos y filosóficos. TRes años después, 1888, año que recibió el honoris causa en Doctorado en Derecho Civil de Oxford,  escribió A study of religion, its sources and contents (Un estudio de Religión, sus fuentes y contenidos) dividido en cuatro volúmenes. En el primero definía la Religión como <<la creencia en un Dios Siempre Vivo, es decir, en una Mente y una Inteligencia Divinas que gobiernan el Universo y mantienen relaciones morales con la humanidad>> y trataba de demostrar que el mundo está dirigido por una Voluntad inteligente que se revela como la fuente del Derecho Moral en la conciencia del hombre y que a su vez dicho mundo es un escenario de un Poder omnipresente. En el primer volumen investiga los límites de la inteligencia humana, define el carácter del conocimiento y refuta la teoría de Herbert Spencer, Kant y Hume. En el segundo sienta las bases del teísmo. En el tercero de los volúmenes desarrolla una teoría de la causalidad que une el mundo a un propósito, argumenta la presencia de un orden moral que demuestra la santidad de Dios y expone la identidad de la Voluntad inteligente y la justa armonizando los hechos del sufrimiento y el pecado con la bondad creadora. Además presenta una defensa contra el Panteísmo y la negación del libre arbitrio. El cuarto trata sobre la “Vida que esta por venir”
En 1890 publica la obra The Seat of Authority in Religion (La sede de la autoridad en la religión) en la que expone su puntos de vista filosóficos con una descripción de lo que considera la esencia del Cristianismo. Al año siguiente recibe el Litterarum doctor de la Universidad de Dublín.
Murió el 11 de enero de 1900, a la edad de  noventa y cinco años, y fue enterrado en el cementerio de Highgate el 16 de enero.

## Obras selectas
- Martineau, James (1853). The Rationale of Religious Enquiry. Londres: J. Chapman.
- Martineau, James (1882). A study of Spinoza. Londres: Macmillan and Co.
- Martineau, James (1890). The seat of authority in religion. Londres: Longmans, Green & Co.